# Villy-le-Bois
Villy-le-Bois è un comune francese di 63 abitanti situato nel dipartimento dell'Aube nella regione del Grand Est.

## Società

### Evoluzione demografica
Abitanti censiti